# Boubacar Talatou
Boubacar Djibo Talatou (Niamey, Níger, 3 de diciembre de 1987) es un futbolista internacional nigerino. Se desempeña en posición de centrocampista y actualmente juega en el Thanda Royal Zulu que milita en la Primera División de Sudáfrica.

## Selección nacional
Ha sido internacional con la Selección de fútbol de Níger en veintidós ocasiones. Ha sido convocado para la Copa Africana de Naciones 2012 y 2013.

## Clubes
| Club               | País      | Temporadas        |
| ------------------ | --------- | ----------------- |
| ASGNN              | Níger     | 2007/08 a 2010/11 |
| AS Mangasport      | Gabón     | 2010/11           |
| Orlando Pirates FC | Sudáfrica | 2011/12           |
| Thanda Royal Zulu  | Sudáfrica | 2012-13-          |